# 小谷陽子
小谷 陽子（こたに ようこ、1976年12月22日 - ）は日本の劇作家、演出家、女優。青森県出身。「製作委員会」主宰。

## 経歴
1976年、青森県むつ市に生まれる。上京後、早稲田大学第一文学部演劇専修、ENBUゼミナール演劇科に入学、
ケラリーノ・サンドロヴィッチのクラスに在籍する。在学中より主に舞台において女優活動を開始。
2001年、「劇団、本谷有希子」第3回公演「ファイナル・ファンタジー」
(新宿シアター・ブラッツ、2001年10月5日〜10月9日 ヨン・マンポール役)出演。
2005年、日本カジノディーラーズ協会にてプロカジノディーラーライセンス取得。
2006年、日本ポーカー協会にてポーカーディーラーに就き、現在に至る。
2008年、「トナドゥ」第1回公演「女の子ってなんでできてる？」(アトリエフォンティーヌ、2008年4月4日〜4月6日)出演。
2009年、ジャパン・エンターテインメント・アカデミー「dub valentine〜だれも興味のない　ひげのおっさんの頭の中」
(タイニイ・アリス、2009年2月13日〜2月15日)出演。
2010年、「製作委員会」を創立。劇作家・演出家としての活動を開始する。同年10月、舞台「港町殺人事件」を公演する。
2012年、1月に舞台「いちご、マスゲーム、妄想。」を公演。同年11月に舞台「悪癖」を公演。
2013年、5月に舞台「がんばれ美香子〜なにそのタイトルやめてよ〜」を公演。同年10月に舞台「JFK」を公演。
2015年、4月に舞台「尼ちゃん」を公演。
2017年、3月に舞台「Keep heel up!～言いたいだけ～」を公演。
2018年、3月に舞台「To all passengers」を公演。同年7月にstudio-TATE「KAGUYA」(座・高円寺2、2018年7月15日〜7月16日)出演。
2019年、3月に舞台「PLACE YOUR BET」を公演。同年8月にstudio-TATE「織姫と彦星」(なかのZERO大ホール、2019年8月20日)出演。

## 人物
趣味は旅行、観劇と所属事務所「有限会社イーアンドエー」のプロフィールでも述べられているが、
その旅行先は一般的なものからは程遠く、アフリカ大陸等の道なき道をゆくスタイルを好む。
他には中南米、欧州においても非観光地を好む。加えて旅行好きが長じて一般旅行業務取扱主任者を保持する。
特技にカクテル作りがあるが、わざわざ渡米先のニューヨークにて観光期間中に公認免許を取得した。

## 出演映画
- 日本の裸族(2003)
- 赤線 (映画)(2004)
- カインの末裔 (映画)(2007)
- デンデラ (映画)(2011)

## 出演番組
- 「たけしの等々力ベース」第45回「ポーカー道」(11月8日(木) 23:00〜23:55【再放送】11月29日(木) 23:00〜23:55 ポーカーディーラー)[16]
- 連続ドラマW「レディ・ジョーカー」(2013年3月放送予定 施設職員役)[17]

## 出演舞台
- 「ファイナルファンタジー」(新宿シアター・ブラッツ、2001年10月5日〜10月9日 ヨン・マンポール役)
- 「女の子ってなんでできてる？」(アトリエフォンティーヌ、2008年4月4日〜4月6日)
- 「dub valentine〜だれも興味のない　ひげのおっさんの頭の中」(タイニイ・アリス、2009年2月13日〜2月15日)
- 「港町殺人事件」（新宿シアター・ミラクル、2010年10月22日〜2010年10月24日 小野陽子役）
- 「いちご、マスゲーム、妄想。」（新宿シアター・ミラクル、2012年1月20日〜2012年1月22日 27番役）
- 「悪癖」（新宿シアター・ミラクル、2012年11月30日〜2012年12月2日 奈津美役）
- 「がんばれ美香子〜なにそのタイトルやめてよ〜」(新宿シアター・ミラクル、2013年05月31日～2013年06月02日)
- 「JFK」(心光寺、2013年10月19日～2013年10月26日)
- 「尼ちゃん」(秋葉原ズーズーC劇場、2015年04月08日～2015年04月12日)
- 「Keep heel up!～言いたいだけ～」(明石スタジオ、2017年03月17日～2017年03月20日)
- 「To all passengers」(明石スタジオ、2018年03月21日～2018年03月25日)
- 「PLACE YOUR BET」(劇場HOPE、2019年03月21日～2019年03月24日)
- 「KAGUYA」(座・高円寺2、2018年7月15日〜7月16日)
- 「織姫と彦星」(なかのZERO大ホール、2019年8月20日)

## 参照元
1. ↑  “小谷陽子プロフィール”.   （有）イーアンドエー. 2012年11月6日閲覧。
2. ↑  “ファイナル・ファンタジー”.  劇団、本谷有希子. 2012年11月6日閲覧。
3. ↑  “ディーラー紹介 ポーカーナビ.jp”.   株式会社ポケットエース. 2012年11月6日閲覧。
4. 1 2  “WORKS 過去の作品”.   株式会社　Planet Kids Entertainment. 2012年11月6日閲覧。
5. ↑  “「dub valentine〜だれも興味のない ひげのおっさんの頭の中」/レッツエンジョイ東京”.   ジャパン・エンターテインメント・アカデミー. 2012年11月6日閲覧。
6. ↑  “「いちご、マスゲーム、妄想。」 2012「いちご、マスゲーム、妄想。」製作委員会”.   ★CoRich 舞台芸術！. 2012年11月6日閲覧。
7. ↑  “悪癖  製作委員会”.   ★CoRich 舞台芸術！. 2012年11月6日閲覧。
8. ↑  “がんばれ美香子「なにそのタイトルやめてよ」 | 演劇･ミュージカル等のクチコミ＆チケット予約★CoRich舞台芸術！”. CoRich舞台芸術！. 2020年1月4日閲覧。
9. ↑  “JFK | 演劇･ミュージカル等のクチコミ＆チケット予約★CoRich舞台芸術！”. CoRich舞台芸術！. 2020年1月4日閲覧。
10. ↑  “尼ちゃん | 演劇･ミュージカル等のクチコミ＆チケット予約★CoRich舞台芸術！”. CoRich舞台芸術！. 2020年1月4日閲覧。
11. ↑  “Keep heel up!～言いたいだけ～ | 演劇･ミュージカル等のクチコミ＆チケット予約★CoRich舞台芸術！”. CoRich舞台芸術！. 2020年1月4日閲覧。
12. ↑  “To all passengers | 演劇･ミュージカル等のクチコミ＆チケット予約★CoRich舞台芸術！”. CoRich舞台芸術！. 2020年1月4日閲覧。
13. ↑  “【当日運営】株式会社TATEスタジオパフォーマンスVol.4 『竹取物語～KAGUYA～』”.   舞台製作団体Boy Meets Girl. 2020年1月4日閲覧。
14. ↑  “PLACE YOUR BET | 演劇･ミュージカル等のクチコミ＆チケット予約★CoRich舞台芸術！”. CoRich舞台芸術！. 2020年1月4日閲覧。
15. ↑  Inc, Natasha. “江戸に降臨する「織姫と彦星」、殺陣・ダンスを交えた“幕末最大のミステリー””. ステージナタリー. 2020年1月4日閲覧。
16. ↑  “等々力ベース第45回『ポーカー道』 2012/11/08”.   株式会社ビーエスフジ. 2012年11月17日閲覧。
17. ↑  “連続ドラマW「レディ・ジョーカー」WOWOWオンライン”.   株式会社WOWOW. 2012年11月6日閲覧。